# 97
97 (XCVII) var ett normalår som började en söndag i den julianska kalendern.

## Händelser

### Oktober
- 28 oktober – Kejsar Nerva utser Trajanus till sin adoptivson och efterträdare. Genom detta drag avvärjer han ett hotande myteri av praetoriangardet och andra militära enheter.

### Okänt datum
- Tacitus blir konsul i Rom.
- Den romerska kolonin Cuicul grundas i Numidien.
- Nerva erkänner sanhedrinen av Jamnia som romarnas officiella representant och patriarken eller nasin blir det judiska folkets representant i Rom.
- Nerva inviger Forum transitorium i Rom.
- Sedan Clemens I har avlidit väljs Evaristus till påve (detta år eller 98, 99, 100 eller 101).
- Kinesiska trupper når Kaspiska havet, varvid generalen Ban Chao och hans löjtnant Gan Ying upprättar förbindelser med parterna.

## Avlidna
- Clemens I, påve sedan 88, 91 eller 92 (död detta år, 99 eller 101)
- Dou, kinesisk kejsarinna.